# Magomied-Sałam Umachanow
Magomied-Sałam Iljasowicz Umachanow (ros. Магомед-Салам Ильясович Умаханов, ur. 6 czerwca 1918 we wsi Cudachar w Dagestanie, zm. 1992 w Moskwie) – radziecki polityk, przewodniczący Rady Ministrów Dagestańskiej ASRR (1956-1967).

## Życiorys
Dargijczyk. W latach 1932–1937 studiował w Dagestańskim Technikum Przemysłu Rybnego, 1937-1938 kierownik wydziału szkolenia politycznego, sekretarz Komitetu Miejskiego Komsomołu w Machaczkale i kierownik Wydziału Zarządzania Organami Komsomolskimi Dagestańskiego Obwodowego Komitetu Komsomołu, od października 1938 do 1948 politruk Armii Czerwonej/Armii Radzieckiej, 1939 kursant szkoły wojskowej Białoruskiego Okręgu Wojskowego. Został politrukiem kompanii łączności bazy lotniczej w Białoruskim Okręgu Wojskowym, później brał udział w wojnie z Niemcami, m.in. w walkach na terytorium krajów bałtyckich, Białorusi i Polski. Od 1939 członek WKP(b), 1948-1949 kierownik wydziału wojskowego i wydziału administracyjnego Dagestańskiego Komitetu Obwodowego WKP(b), 1949-1952 słuchacz Wyższej Szkoły Partyjnej przy KC WKP(b). Od sierpnia 1952 do kwietnia 1953 przewodniczący komitetu wykonawczego rady okręgowej w Izberbaszu, później minister przemysłu lekkiego i spożywczego Dagestańskiej ASRR, 1953-1954 minister towarów przemysłowych szerokiego zapotrzebowania Dagestańskiej ASRR, od kwietnia 1954 do grudnia 1956 I sekretarz rejonowego komitetu KPZR w Karabudachkencie. Od 29 grudnia 1956 do 30 listopada 1967 przewodniczący Rady Ministrów Dagestańskiej ASRR, od 29 listopada 1967 do 24 maja 1983 I sekretarz Dagestańskiego Komitetu Obwodowego KPZR, następnie na emeryturze, od 9 kwietnia 1971 do 25 lutego 1986 członek KC KPZR. Deputowany do Rady Najwyższej ZSRR od 4 do 10 kadencji.

## Odznaczenia
- Order Lenina (czterokrotnie)
- Order Rewolucji Październikowej
- Order Czerwonego Sztandaru (1945)
- Order Wojny Ojczyźnianej I klasy (6 marca 1945)
- Order Wojny Ojczyźnianej II klasy (1944)
- Order Czerwonej Gwiazdy (1943)
- Order Przyjaźni Narodów
- Medal „Za wyzwolenie Warszawy”
- Medal za Odrę, Nysę, Bałtyk (Polska Ludowa)[2]

I inne.